# Anthidium danieli
Anthidium danieli är en biart som beskrevs av Urban 2001. Anthidium danieli ingår i släktet ullbin, och familjen buksamlarbin. Inga underarter finns listade i Catalogue of Life.